# 刘宽 (济北王)
刘宽（？—前87年），西汉宗室，刘邦玄孙，淮南厲王刘长曾孙，淮南王刘安侄孫，济北成王刘胡之子。

## 生平
其父济北成王刘胡在位54年，驾薨。刘宽於汉武帝天汉四年（前97年）继承济北王位。刘宽在位十一年，因他与其父刘胡的王后光和姬妾孝儿通奸，被人揭发，其後更製作漢武帝木像，使厭胜之術被揭發，漢武帝一怒之下剝奪其藩屬並欲捉拿之，未等降罪，在后元二年（前87年）秋七月，自杀。

## 墓葬
山東濟南長清雙乳山漢墓證實為劉寬墓葬，其墓葬草草了事，並未達其王侯等級之禮遇。